# Justizamt Kamenz
Das Justizamt Kamenz war ein Gericht im Königreich Sachsen mit Sitz in Kamenz.

## Geschichte
Die Abschaffung der Patrimonialgerichtsbarkeit und der Gerichtsbarkeit der Städte, Klöster und anderer Institutionen wurde im 19. Jahrhundert intensiv diskutiert. In einer Vielzahl von Einzelschritten übernahm der Staat diese Gerichtsbarkeit durch individuelle Einigungen mit den bisherigen Gerichtsinhabern.
In Kamenz erklärte die Stadt am 4. Mai 1839 ihre Bereitschaft, ihre Gerichtsbarkeit an den Staat abzutreten. Daraufhin wurde zum 1. Oktober 1839 per Verordnung das Justizamt Kamenz als Gericht erster Instanz eingerichtet. Das Justizamt übernahm die Aufgaben des Stadtgerichtes Kamenz. Das war die Rechtsprechung in der Stadt Kamenz und in den Kamenzer Ratsdörfern Wiesa, Bernbruch und Lückersdorf. Zusätzlich übernahm das Justizamt die Rechtsprechung der Orte Hennersdorf und Gelenau und die Neitschmühle. Diese Patrimonialgerichtsbarkeit war am 2. März 1839 an den Staat abgetreten worden. Im November 1839 traten die Besitzer des Ritterguts Krakau ihre Gerichtsbarkeit ab. Diese erstreckte sich über den Marktflecken Krakau (Meißner und Oberlausitzer Seite) und die Dörfer Sella und Zochau. Am 19. August 1844 wurde die Patrimonialgerichtsbarkeit des Rittergutes Kleinburkau auf das Justizamt übertragen.
Nach der Märzrevolution 1848 trat Peter Alfred von Hohenthal die Gerichtsbarkeit der Standesherrschaft Königsbrück an der Staat ab. Das bestehende Gericht der Standesherrschaft wurde in die Gerichtsexpedition Königsbrück des Justizamtes Kamenz umgewandelt. Diese war sowohl für die Teile Schmorkaus zuständig, die früher Teil der Standesherrschaft waren, als auch die staatlichen Teile. Im Jahr 1849 wurde die Gerichtsbarkeit über die Orte Oberlichtenau und Niederlichtenau, Röhrsdorf, Brauna mit Schwosdorf, Rohrbach und Häslich, Petershain, Liebenau, Großgrabe und Bulleritz auf das Justizamt übertragen. 1851 folgte noch Piskowitz und 1853 Niedergersdorf.
1852 wurde Kleinburkau dem Königlichen Gericht Bischofswerda zugeordnet. 1853 wurde die Gerichtsexpedition in Königsbrück in das Königliche Gericht Königsbrück umgewandelt. Dessen Sprengel bestand aus Königsbrück, Rohna, Zeisholz mit Neitschmühle, Otterschütz, Zietzsch, Quosdorf, Steinborn, Schmorkau, Weißbach, Neukirch, Gottschdorf, Röhrsdorf, Lüttichau, Krakau, Zochau und Sella.
1853 gab der Domstift von St. Petri in Bautzen seine Gerichtsbarkeit an den Staat ab und das Justizamte Kamenz wurde zusätzlich für die Orte Miltitz, Zschornau, Ostro, Bocka, Schmeckwitz und Säuritz zuständig. 1854 erfolgte das Gleiche für Kloster St. Marienstern und das Justizamt erhielt die Gerichtsbarkeit über Kloster Marienstern, Alte Ziegelscheune, Buchholz bei Bocka, Cannewitz (bei Marienstern), Caseritz, Crostwitz, Cunnewitz, Dürrwicknitz, Hausdorf, Jauer, Jesau, Kaschwitz, Kriepitz, Kuckau, Laske, Naußlitz, Nebelschütz, Neuschmerlitz, Panschwitz, Ralbitz, Rosenthal, Schiedel, Schönau, Schönbach, Schweinerden, Sommerluga, Spittel, Zerna und Tzschaschwitz. Zugleich wurden die klösterlichen Anteile an den Orten Auschkowitz, Bernbruch, Höflein, Glaubnitz, Jiedlitz, Ostro, Säuritz, Schmeckwitz, Wendischbaselitz und Wiesa sowie das Allodialrittergut Neustädtel dem Justizamt Kamenz überwiesen.
Angesichts der drohenden zwangsweisen Aufhebung der Patrimonialgerichtsbarkeit übertrugen 1855 sehr viele Inhaber von Rittergütern die Gerichtsbarkeit auf den Staat. Das Justizamt Kamenz erhielt damit die Gerichtsbarkeit über Jiedlitz und Bocka, Schmerlitz, Obergersdorf, Rehnsdorf und Milstrich, Weißig, Möhrsdorf, Wohla mit Dobrig, Talpenberg, Ossel, Boderitz und Wölkau, Skaska, Döbra mit Trado, Deutschbaselitz, Biehla, Kleinhänchen mit Neraditz und Neuhof, Lieske mit Oßling, Straßgräbchen mit Grünberg, Bischheim, Räckelwitz mit Neudörfel, Gränze, Horka, Nucknitz und Kopschin und der Räckelwitzer Anteil der Dörfer Wendischbaselitz, Schmeckwitz, Höflein und Prautitz sowie die Gerichtsbarkeit des Gutes Elstra über die Stadt Elstra mit deren Dörfern Rauschwitz, Gödlau und Kindisch.
Nach der Einrichtung des Königlichen Gerichts Pulsnitz im Juni 1856 wurden die Orte Oberlichtenau und Niederlichtenau dorthin abgegeben. Im Gegenzug erhielt das Justizamt Kamenz vom Königlichen Landgericht Bauzen die Orte Lehndorf, Prautitz und Siebitz.
1856 wurde das Justizamt aufgehoben und das neu gebildete Gerichtsamt Kamenz übernahm dessen Aufgaben. Sein Gerichtsbezirk entsprach weitgehend dem des Justizamtes.